# Gustavo Adolfo de Aguilar Pantoja
Gustavo Adolfo de Aguilar Pantoja (Salvador, 1798 — Rio de Janeiro, 9 de março de 1867) foi um político brasileiro.
Formou-se em direito na Universidade de Coimbra, Portugal. Como magistrado, foi juiz de fora em Penedo (1823), ouvidor da comarca de Sertão, em Pernambuco (1824), e desembargador das relações de Pernambuco (1826), do Maranhão e do Rio de Janeiro (1837).
Foi eleito deputado geral do Brasil para a 1ª legislatura (1826-1829), eleito mais votado pela Província de Alagoas. Anos depois, voltou a ser eleito deputado geral pela Província do Ceará para a 5ª legislatura (1842), mas esse Parlamento foi dissolvido no mesmo ano.
Em 1855 foi nomeado ministro do Supremo Tribunal de Justiça, tendo sido ainda deputado geral pelas províncias do Alagoas (1826) e do Ceará (1842). Assumiu a Secretaria de Estado dos Negócios da Justiça (1836-1837) durante a regência de Diogo Antônio Feijó, tornando-se também ministro interino da Secretaria de Estado dos Negócios do Império (1836) e Ministro dos Negócios Estrangeiros (1836). Foi agraciado com os títulos do Conselho (1841) e de fidalgo cavaleiro da Casa Imperial (1857). Morreu no Rio de Janeiro em 9 de março de 1867.
Foi sepultado no Cemitério São João Batista, em 1867.